# Uta Schmuck
Uta Schmuck (n. 19 august 1949, Limbach⁠(d), Saxonia, Germania) este o înotătoare ce a reprezentat Germania, medaliată olimpică. A participat la o ediție a Jocurilor Olimpice (1968) în care a câștigat o medalie de argint.